# Per-Ulrik Johansson
Per-Ulrik Johansson (Uppsala, 6 december 1966) is een Zweeds voormalig golfprofessional.

## Amateur
Johansson gaat met een sportbeurs naar de Universiteit van Arizona waar hij met o.a. Phil Mickelson in het winnende team zit van het NCAA kampioenschap.

## Professional
In 1990 wordt Johansson professional en gaat voor de eerste keer naar de Tourschool. Tijdens het seizoen 1991 speelt hij zijn eerste seizoen op de Europese PGA Tour. Hij wint de Sir Henry Cotton Rookie of the Year, o.a. door winst op de Renault Belgian Open. In 1992 doet hij voor het eerst mee aan The Open Championship, waar hij 64ste wordt. 
In 1991 wint hij samen met zijn landgenoten Anders Forsbrand en Mats Lanner de Alfred Dunhill Cup. Minder dan een maand later was hij met Anders Forsbrand de beste op de World Cup of Golf. Tussen 1994 en 1997 kon Johansson nog 4 toernooien winnen op de Europese PGA Tour. Als gevolg van zijn sterke prestaties mocht hij in 1995 debuteren op de Ryder Cup, welke hij met het Europees team winnend kon afsluiten. Ook in 1997 was Johansson met het Europees team de beste op de Ryder Cup.
In 2000 slaagt hij via de Tourschool voor de Amerikaanse Tour, maar komt daar de eerste vier jaren niet verder dan enkele 4de plaatsen. Na een half jaar aan een blessure te hebben verloren in 2004, probeert hij via uitnodigingen op de PGA Tour terug te komen, maar dat lukt niet. Dankzij een wildcard kan hij deelnemen aan Russian Open Golf Championship in 2007. Door winst op dit toernooi kreeg hij het recht drie jaar op de Europese Tour te spelen. Eind 2009 stopte Johansson met professioneel golfen als gevolg van blessures. In 2011 nam hij op uitnodiging nog deel aan drie toernooien op de Europese PGA Tour, maar daarna stopte hij definitief met golfen.

### Overwinningen
| Jaar | Toernooi                       | Tour              |
| ---- | ------------------------------ | ----------------- |
| 1991 | Renault Belgian Open           | Europese PGA Tour |
| 1991 | Alfred Dunhill Cup             | -                 |
| 1991 | World Cup of Golf              | -                 |
| 1994 | Chemapol Trophy Czech Open     | Europese PGA Tour |
| 1995 | Ryder Cup                      | -                 |
| 1996 | Smurfit European Open          | Europese PGA Tour |
| 1997 | Alamo English Open             | Europese PGA Tour |
| 1997 | Smurfit European Open          | Europese PGA Tour |
| 1997 | Ryder Cup                      | -                 |
| 2007 | Russian Open Golf Championship | Europese PGA Tour |

### Teamdeelnames
Johansson is de eerste Zweed die tweemaal in het Europese team de Ryder Cup heeft gespeeld.
- Ryder Cup (namens Europa): 1995 (winnend team), 1997 (winnend team)
- Alfred Dunhill Cup (namens Zweden): 1991 (winnend team), 1992, 1995, 1997, 1998, 2000
- World Cup of Golf (namens Zweden): 1991 (winnend team), 1992, 1997

### Resultaten op deMajors
| Major                 | 1990 | 1991 | 1992 | 1993 | 1994 | 1995 | 1996 | 1997 | 1998 | 1999 | 2000 | 2001 | 2002 | 2003 | 2004 | 2005 | 2006 | 2007 | 2008 | 2009 | 2010 | 2011 |
| --------------------- | ---- | ---- | ---- | ---- | ---- | ---- | ---- | ---- | ---- | ---- | ---- | ---- | ---- | ---- | ---- | ---- | ---- | ---- | ---- | ---- | ---- | ---- |
| Masters Tournament    |      |      |      |      |      |      |      | T12  | T12  | T24  |      |      |      |      |      |      |      |      |      |      |      |      |
| U.S. Open             |      |      |      |      |      | CUT  |      |      | T25  | CUT  |      |      | CUT  |      |      |      |      |      |      |      |      |      |
| The Open Championship |      |      | T68  | CUT  | T60  | T15  | CUT  | T66  | CUT  | CUT  | T64  |      |      |      |      |      |      |      |      |      |      |      |
| PGA Championship      |      |      |      |      |      | T58  | T8   | T67  | T23  | CUT  |      |      |      |      |      |      |      |      |      |      |      |      |

CUT = miste de cut halverwege

### Resultaten op deWorld Golf Championships
| Toernooi             | 1999 | 2000 | 2001 | 2002 | 2003 | 2004 | 2005 | 2006 | 2007 | 2008 | 2009 | 2010 | 2011 |
| -------------------- | ---- | ---- | ---- | ---- | ---- | ---- | ---- | ---- | ---- | ---- | ---- | ---- | ---- |
| WGC Kampioenschap    |      |      |      |      |      |      |      |      |      |      |      |      |      |
| WGC Matchplay        |      |      | R32  |      |      |      |      |      |      |      |      |      |      |
| WGC Invitational     |      |      |      |      |      |      |      |      |      |      |      |      |      |
| WGC - HSBC Champions |      |      |      |      |      |      |      |      |      |      |      |      |      |

## Baanrecords
- 1999: 63 op Montrose Links tijdens de kwalificatie voor het Brits Open.